# ラグビーATL
ラグビーFCロサンゼルス（Rugby FC Los Angeles、Rugby FCLA）は、アメリカ合衆国カリフォルニア州ロサンゼルス郡カーソンが本拠地のラグビーユニオンのクラブチーム。旧チーム名ラグビーATL（Rugby ATL）。2023年シーズン終了後、ジョージア州アトランタから移転し、現在のチーム名となった。

## 歴史
2018年、ジョージア州アトランタでラグビーATL創設。ATLはアトランタの意味。
2020年シーズンからメジャーリーグラグビーに加入。
2023年シーズン終了後、ラグビーATLはアトランタからロサンゼルスに移転し、ラグビーFCロサンゼルス（Rugby FC Los Angeles）に名称変更した。略称「ラグビーFCLA」「RFCLA」。

## スコッド
公式サイト「PLAYERS」を参照のこと。
- ウィルトン・レボロ（PR）
- マット・ヒートン（FL）
- セミ・クナタニ（LO・FL）
- マックス・カチエコ（LO・FL）
- ゴンサロ・ベルトラノウ（SH）
- クリスチャン・リアリーファノ（FH）
- アンドリュー・コー（FB）

## 主な在籍した選手
- コナー・キーズ（カナダ代表）
- バウティスタ・エスクーラ（アルゼンチン代表）
- チャンス・ウェングレウスキー(アメリカ代表)
- ジョン＝ロイ・ジェンキンソン